# محمد خليلي
محمد خليلي (بالفارسية: محمد خلیلی) هو لاعب كرة قدم إيراني في مركز الدفاع، ولد في 1993 في إيران. لعب مع نادي استقلال طهران.